# Каланчи Москвы

Пожарные каланчи строились в Москве с конца XVIII века. До революции они возвышались над зданиями полицейских частей и служили для визуального наблюдения за пожарами. Каланчи строились при пожарных частях Москвы до конца 1920-х — начала 1930-х годов, а затем в связи с увеличением этажности и развитием средств оповещения необходимость в них отпала. В дальнейшем пожарные части нередко строились с рукавными башнями, используемыми для сушки пожарных рукавов в подвешенном состоянии.
К началу XXI века многие пожарные каланчи Москвы являются объектами культурного наследия. Каланчи действующих пожарных частей служат башнями для сушки пожарных рукавов.
В списке перечислены сохранившиеся и восстановленные каланчи Москвы:
| Название                                         | Год постройки  | Статус здания                            | Адрес                                  | Изображение |
| ------------------------------------------------ | -------------- | ---------------------------------------- | -------------------------------------- | ----------- |
| Сущёвская полицейская часть                      | XIX век        | памятник архитектуры (федеральный)       | Селезнёвская улица, дом 11, строение 1 |             |
| Сокольническая пожарная каланча                  | 1884 год       | памятник архитектуры (региональный)      | Русаковская улица, дом 26              |             |
| Хамовнический полицейский дом                    | 1897 год       |                                          | Комсомольский проспект, дом 16         |             |
| Рогожская полицейская часть                      | 1862 год       | памятник архитектуры (региональный)      | Николоямская улица, дом 54             |             |
| Пожарная часть № 3 (Бутырская пожарная часть)    | 1913—1923 годы |                                          | Петровско-Разумовский проезд, дом 21   |             |
| Пожарная часть № 20 (Ленинская пожарная часть)   | 1927 год       |                                          | Ослябинский переулок, дом 2            |             |
| Пожарная часть № 19 (Октябрьская пожарная часть) | 1928 год       | ЦГФО                                     | Ленинградский проспект, дом 71а        |             |
| Пожарная часть № 16 (Рогожская пожарная часть)   | 1929 год       | памятник архитектуры (заявленный объект) | Шоссе Энтузиастов, дом 11              |             |